# Blue Whale (UUV)

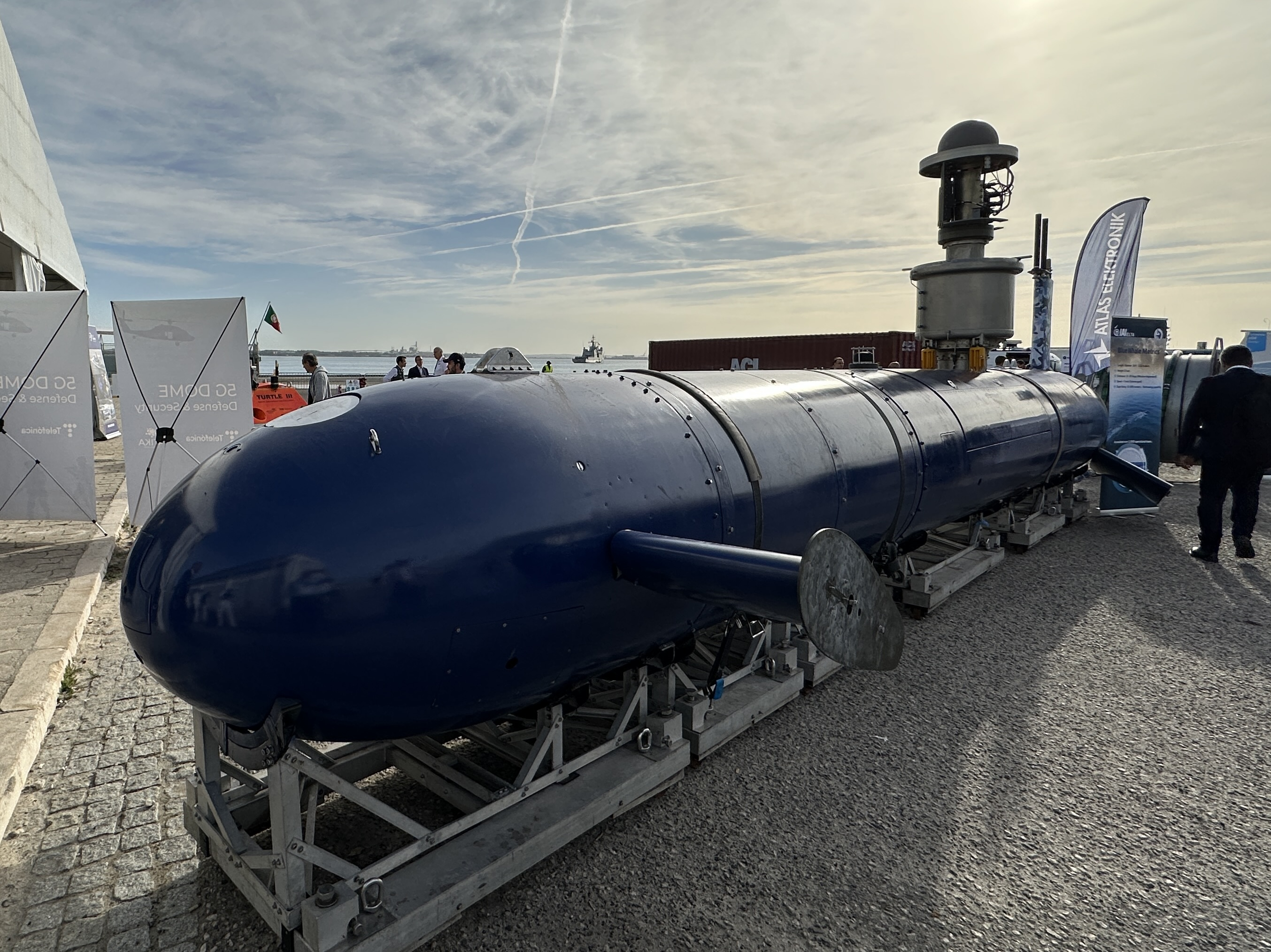
Frontansicht des Blue Whale

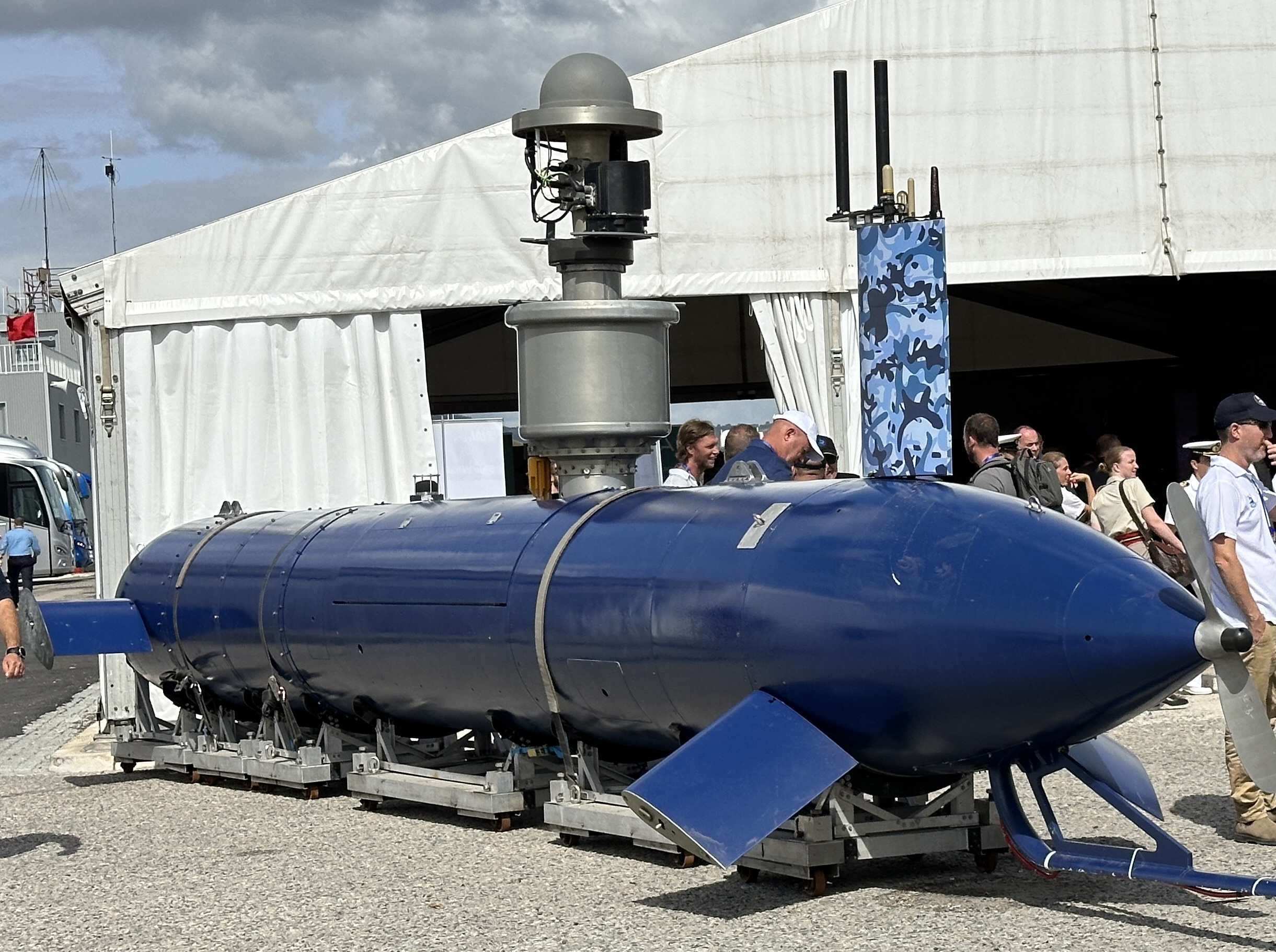
Heckansicht des Blue Whale

Die unbemannte Unterwasserdrohne (Unmanned Underwater Vehicle UUV) Blue Whale („Blauwal“) dient der Informationsgewinnung mittels Radar-, SIGINT- und Kommunikationstechnologien. Sie ist ein Gemeinschaftsprojekt des israelischen Herstellers ELTA Systems Ltd. und deutschen Herstellers Atlas Elektronik.

## Einsatzgebiet
Sie dient zur, Nachrichtengewinnung, Überwachung und Aufklärung (ISR), einschließlich verdeckter Operationen in Küstengebieten, der U-Boot-Jagd (Anti-Submarine Warfare, ASW) – Jagd auf U-Boote im eigenen Hoheitsgebiet, Akustische Aufklärung (ACINT), Verdeckte Minensuche und anderen Minenabwehrmaßnahmen (Mine Counter Measures, MCM), Unterstützung von Spezialkräften, einschließlich Aufklärern und Minensuchern, Aufklärung und Patrouille für konventionelle U-Boote (Loyal Submarine Wingman), Aufklärung von Piraterie, Terrorismus und illegaler Migration und soll meereskundliche Expeditionen unterstützen.

## Technische Daten
Das Boot ist 10,9 Meter lang und 5,5 Tonnen schwer. Es fährt geräuscharm und bleibt bis zu vier Wochen in See. Es läuft unter Wasser 7 Knoten, taucht 300 Meter tief und trägt einen wasserdichten patentierten Mast für Oberflächennutzlast. Dieser kann Antennen tragen, auch für SATCOM, zum Datenaustausch mit der Einsatzleitung in Echtzeit.
Mögliche Nutzlasten:
- Radar
- Tag/Nacht EO/IR
- COMINT/ELINT/ESM

Untwerwassersensoren:
- TAS (Towed Array Sonar) entwickelt von Atlas Elektronik
- Aktives und passives Flank Array Sonar (FAS) zur Detektion von Schiffen und U-Booten
- Synthetic Aperture Sonar (SAS) zur Minendetektion und hochauflösenden Kartierung des Meeresbodens, entwickelt von Kraken
- Magnetische Sensoren zur Verifizierung der Minendetektion[3]